# Discographie de Rika Zaraï
Cette page présente la discographie de Rika Zaraï.

## Albums studio
- Chante Israël (1962)
- Rika Zaraï (1964)
- Un beau jour je partirai (1967)
- Alors je chante (1969)
- Moi le dimanche (1971)
- Les Dessins animés (1973)
- Chansons d'Israël (1973)
- Ma poupée de France (1975)
- Dad li di (1979)
- Chante l'ami (1982)
- L'Espoir (1983)
- Sans rancune et sans regret (1985)
- Story (1988)
- Hava (2000)
- Quand les hommes (2007)

## Albums live
- Enregistrement public à l'Olympia (1970)
- Les Beaux Jours / Olympia 73 (1973)
- La Tournée des idoles - Vol.2 (2007)

## Compilations
- Ses 16 plus grands succès (1965)
- Chante Israël (1965)
- Ses 16 plus grands succès - Vol.2 (1965)
- Impact Volume 1 (1973)
- Ses 16 plus grands succès - Vol.3 (1973)
- Succès (1973)
- Collection or - Vol.1 (1973)
- Collection or - Vol.2 (1973)
- Le Disque d'or (1974)
- Tante Agathe (1974)
- Les plus grands succès de Rika Zaraï (1974)
- Impact Volume 2 (1974)
- Coffret Impact Rika Zaraï et Enrico Macias (1974)
- Impact album 2 disques (1975)
- Réimpression (1977)
- Collection or - Chante Israël (1978)
- Ses plus grands succès (1989)
- 30 ans d'amour (1991)
- Les Années bel air (2002)
- Les plus grands succès (2002)
- Le Meilleur de Rika Zaraï (2003)
- Ses premières années (2012)
- Rika Zaraï chante Israël (2013)
- Anthologie 1960-1982 (2013)Marianne Mélodie
- Tournez manèges (2014)
- 100 titres d'or - Anthologie 1959-2000 (2019)Marianne Mélodie
- Mes premières chansons 1959-1965

(2021)Marianne Mélodie

## Singles
- Hava naguila (1960)
- L'Olivier (1960)
- Comme au premier jour (1960)
- Exodus (1961)
- Roméo (1961)
- Tournez manèges (1963)
- Elle était si jolie (1963)
- Et pourtant (1964)
- Michaël (1964)
- Le temps (1964)
- Le temps des vacances (1965)
- Quand je faisais mon service militaire (1965)
- Prague (1966)
- Un beau jour je partirai (1967)
- Casatschok (1969)
- Alors je chante (1969)
- 21 rue des amours (1969)
- Balapapa (1970)
- Tante Agathe (1970)
- Moi le dimanche (1971)
- Les jolies cartes postales (1971)
- Qu'elle est belle (1971)
- Les beaux jours (1972)
- Tant que tu m'aimeras (1972)
- Le paradis c'est ça (1973)
- Les mariés de l'été (1973)
- C'est ça la France (1973)
- On change de tout (1973)
- Va tu verras (1974)
- La Mayonnaise (1974)
- Ma poupée de France (1975)
- Le petit train (1975)
- Sans chemise, sans pantalon (1975)
- Ça porte bonheur (1976)
- J’ai donné une rose (1976)
- La fête au pays (1977)
- Envole-toi (1977)
- Super skate (1978)
- Aba-Nibi (1978)
- Chante Argentina (1978)
- Alléluia (1979)
- Dad Li Di (1979)
- 100.000 enfants (1979)
- Ami (1980)
- Gentil Père Noël (1980)
- Coccinelle (1981)
- Chante l’ami (1982)
- Hochana (1985)
- Sans rancune et sans regret (1985)
- La Bonne Santé (1989)
- Oriental hava (2000)
- Le Temps des fleurs (2000)
- Chanson pour l'Auvergnat (2008)